# Tadeusz Puder
Tadeusz Puder (ur. 8 lipca 1908 w Warszawie, zm. 27 stycznia 1945 tamże) – polski duchowny rzymskokatolicki żydowskiego pochodzenia.

## Życiorys
Urodził się 8 lipca 1908 w Warszawie w rodzinie żydowskiej. W wieku 9 lat przyjął chrzest. Uczęszczał do Gimnazjum Państwowego im. Adama Mickiewicza. W 1928 wstąpił do Warszawskiego Seminarium Duchownego św. Jana. 18 października 1932 otrzymał święcenia kapłańskie. Następnie studiował teologię i został skierowany do Papieskiego Instytutu Nauk Biblijnych w Rzymie. W 1937 podjął pracę na parafii w Rzeczycy. Następnie został przeniesiony na parafię św. Jakuba Apostoła w Warszawie.
W czerwcu 1938 został mianowany rektorem-wikariuszem kościoła św. Jacka w Warszawie. Zastąpił na tym stanowisku Stanisława Trzeciaka, księdza związanego z obozem narodowym. Od tego momentu stał się przedmiotem kampanii nienawiści ze strony skrajnej prawicy, oburzenie budziło jego żydowskie pochodzenie. 3 lipca 1938, kilka tygodni po nominacji, ksiądz Puder został spoliczkowany podczas mszy przez mężczyznę, który krzyczał „to jest Żyd!”. Sprawca został zatrzymany i poturbowany przez wiernych. Pobicie wywołało kontrowersje. Prasa katolicka („Głos Narodu”, „Mały Dziennik”) potępiła napaść. Prasa narodowa (np. „Prosto z mostu”) obwiniała o zajście Kościół katolicki, który zdaniem publicystów pisma, nie powinien mianować na księży osób żydowskiego pochodzenia, ponieważ osoba, która „wyrosła w atmosferze żydowskiej” nie może być Polakiem, nawet jeśli przyjęła chrzest.
Po wybuchu wojny ksiądz Puder wyjechał z Warszawy. Pracował w Białołęce w kaplicy sióstr rodziny Maryi, które prowadziły sierociniec. 24 kwietnia 1941, po donosie księdza Stanisława Trzeciaka, został aresztowany przez gestapo pod zarzutem nienoszenia opaski, którą, według zarządzeń niemieckich, powinni nosić wszyscy Żydzi. 1 września 1941 został skazany na rok i osiem miesięcy więzienia. Ze względu na pogarszający się stan zdrowia trafił do szpitala więziennego, skąd dzięki pomocy sióstr zakonnych udało mu się uciec 12 listopada 1942. Do momentu wyzwolenia ukrywał się w Białołęce u sióstr rodziny Maryi. Po wyzwoleniu udał się do Warszawy.
23 stycznia 1945 został potrącony przez sowiecki samochód ciężarowy, w wyniku czego cztery dni później zmarł w szpitalu przy ul. Grochowskiej. Pochowany na cmentarzu Bródnowskim w Warszawie (kwatera 91A-1-7).